# 太平山區

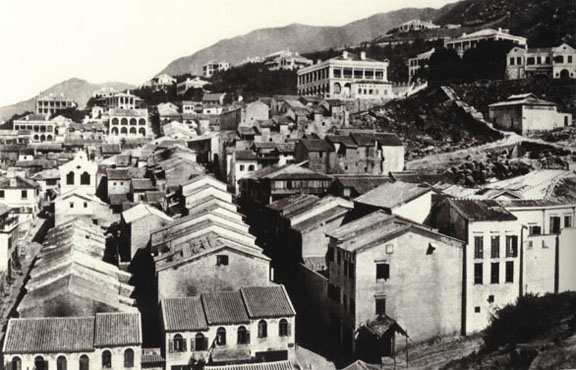
1870年代的太平山街一帶

22°17′04″N 114°08′54″E / 22.28444°N 114.14833°E
太平山區（Tai Ping Shan），戰前文件又稱Ty-ping-shan或Taipingshan，位於香港香港島中西區皇后大道以南，東起城皇街，西至普仁街，水坑口街、南至薄扶林輸水管（現干德道）。因為位於扯旗山的山腰，因而得名；亦因地名容易被人混淆，常被誤以為上環的一部分，實際上太平山區比上環社區更早存在，為維多利亞城四環九約中第四約。今日主要為住宅區，有別上環商業區，是兩個截然不同的社區。

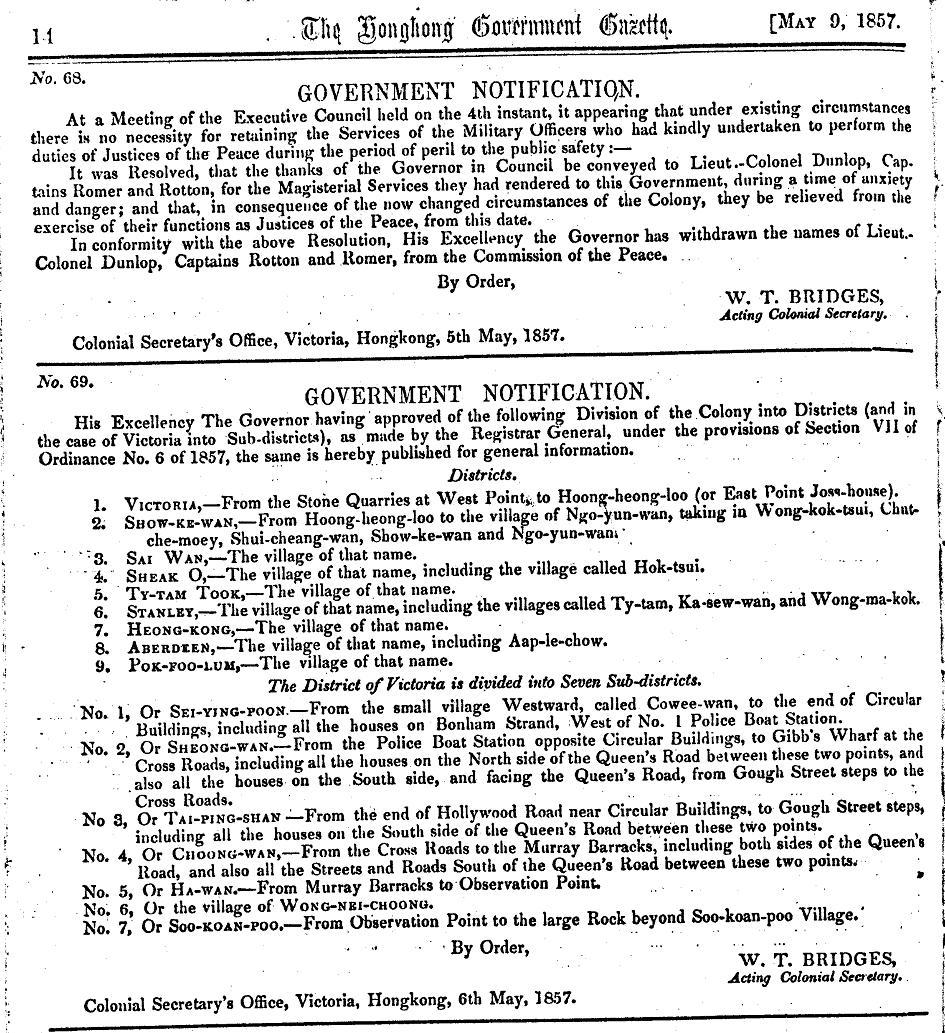
1857年香港政府憲報。太平山早於1857便納入維多利亞城區劃中，值得留意太平山與上環一開始便是獨立的個體。

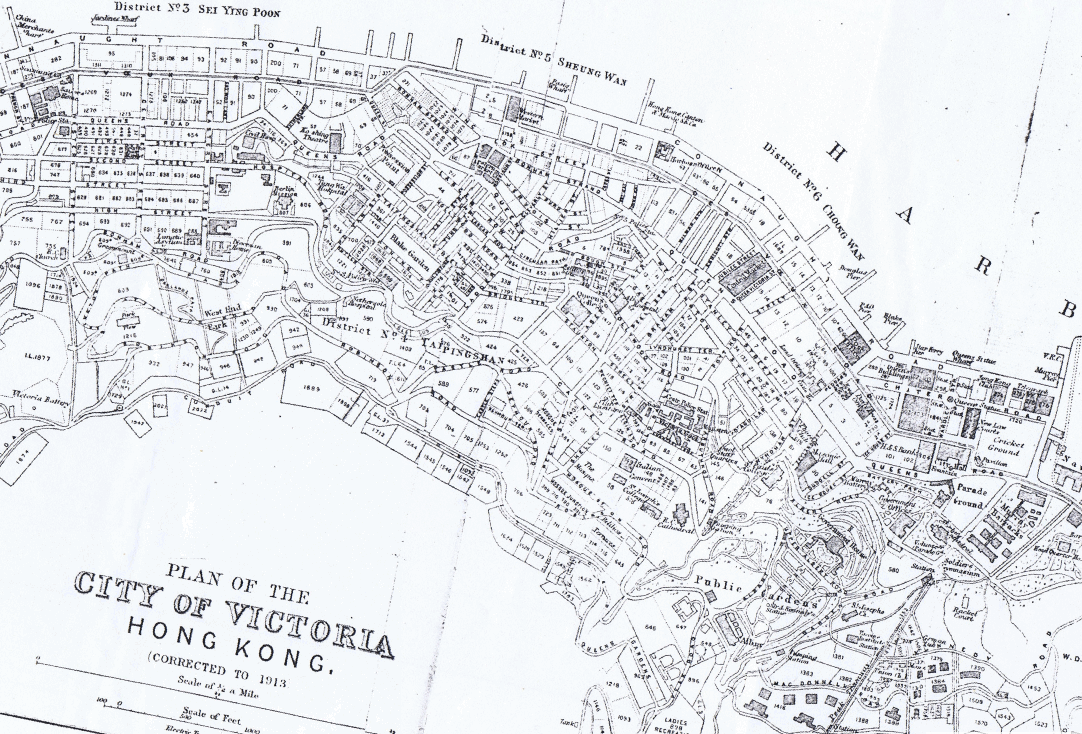
1913年的香港地圖清楚標示太平山區為維多利亞城「四環九約」中第四約

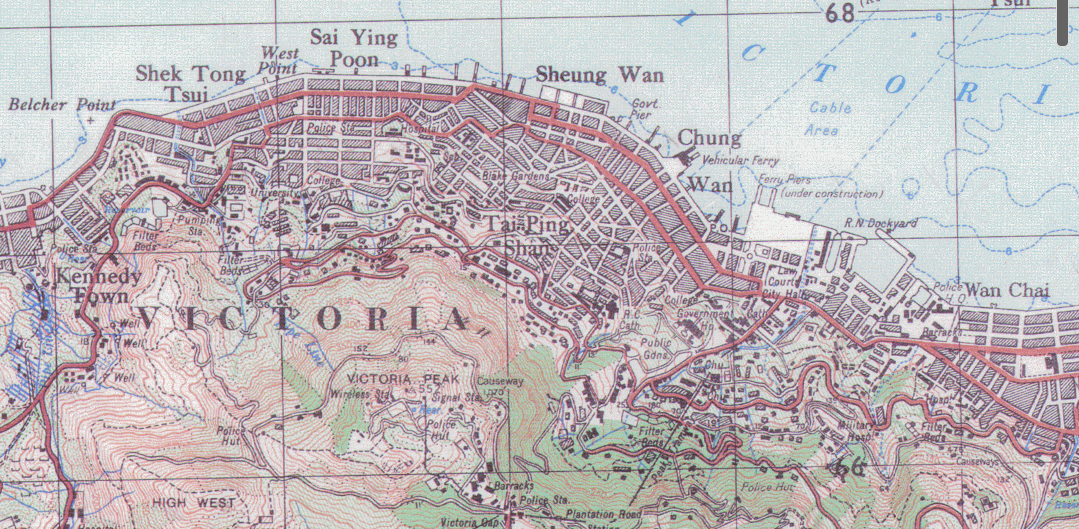
1957年的香港地圖仍有清楚標示太平山區

## 歷史
1841年，英國人在附近水坑口上岸並佔據香港島。大量華人隨即聚居於此，人口眾多，產生治安及衛生問題。1894年，太平山街一帶鼠疫流行，死者眾多，在一個月內便已死了450多人。香港政府於疫症期間封閉太平山街民居，立例收回土地，清拆後建成卜公花園；亦推行病理研究，開辦病理學院。

## 著名地點、街道及建築物

### 街道
- 荷李活道
- 摩羅街
- 樂古道
- 太平山街
- 普仁街
- 普慶坊
- 磅巷
- 堅巷
- 城皇街
- 樓梯街
- 四方街
- 必列者士街
- 永利街
- 老沙路街
- 裕林臺
- 差館上街
- 醫院道

### 建築物
- 必列啫士街街市
- 文武廟：在荷李活道中段，近四方街口
- 樓梯街：拍電影勝地
- 香港中華基督教青年會YMCA：近樓梯街西面
- 卜公花園：1894年鼠疫災區遺址紀念牌匾
- 堅巷花園
- 香港醫學博物館：前舊病理學院，近卜公花園東南方
- 堅道警官宿舍舊址：在合一堂的東北方山坡中
- 中華基督教會：合一堂在香港島半山區般咸道2號
- 廣福義祠：俗稱百姓廟
- 東華醫院

### 學校
- 天主教總堂區學校
- 中西區聖安多尼學校
- 英皇書院同學會小學第二校
- 新會商會學校
- 聖公會聖馬太小學

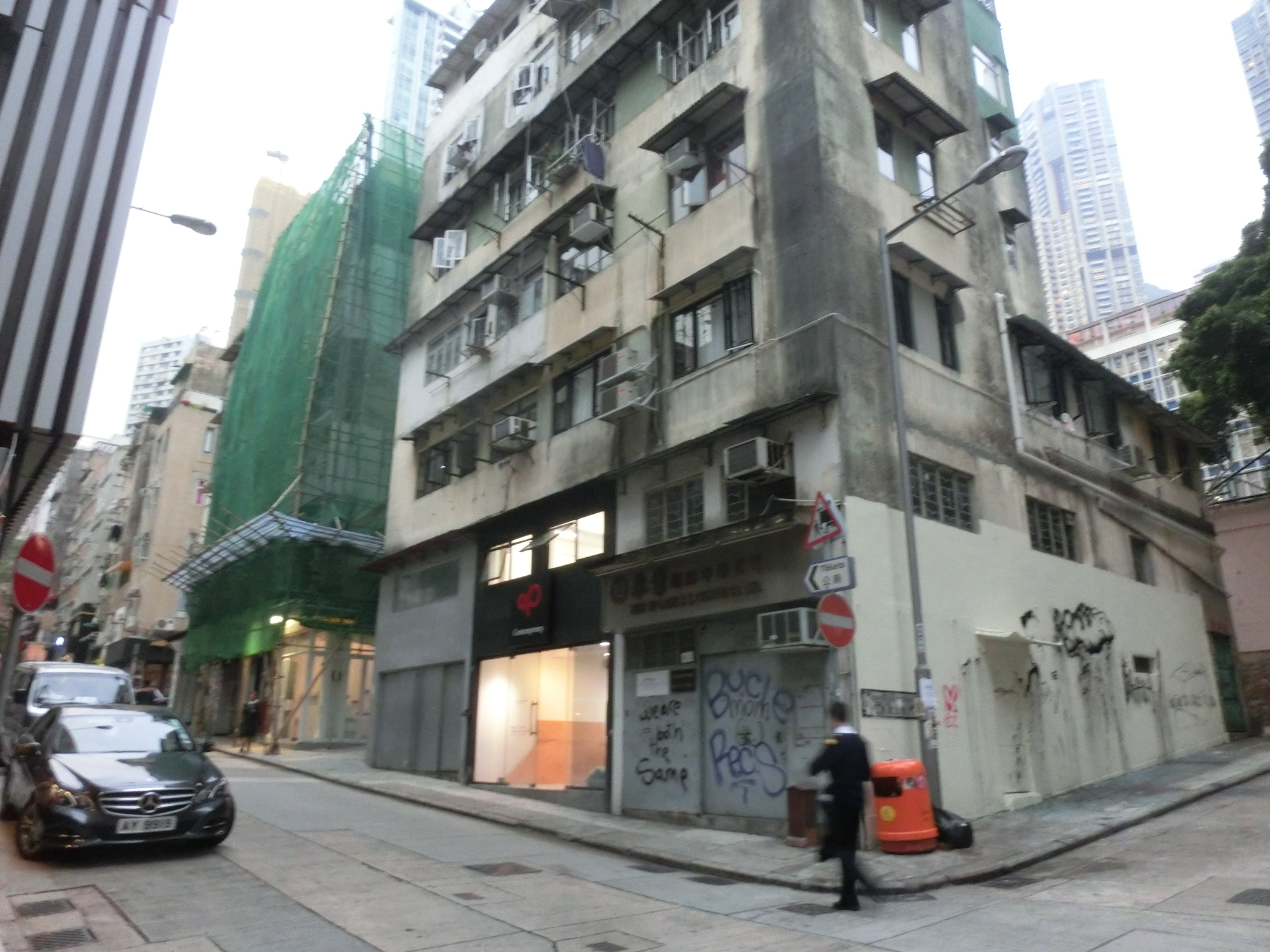
太平山區以太平山街為中軸
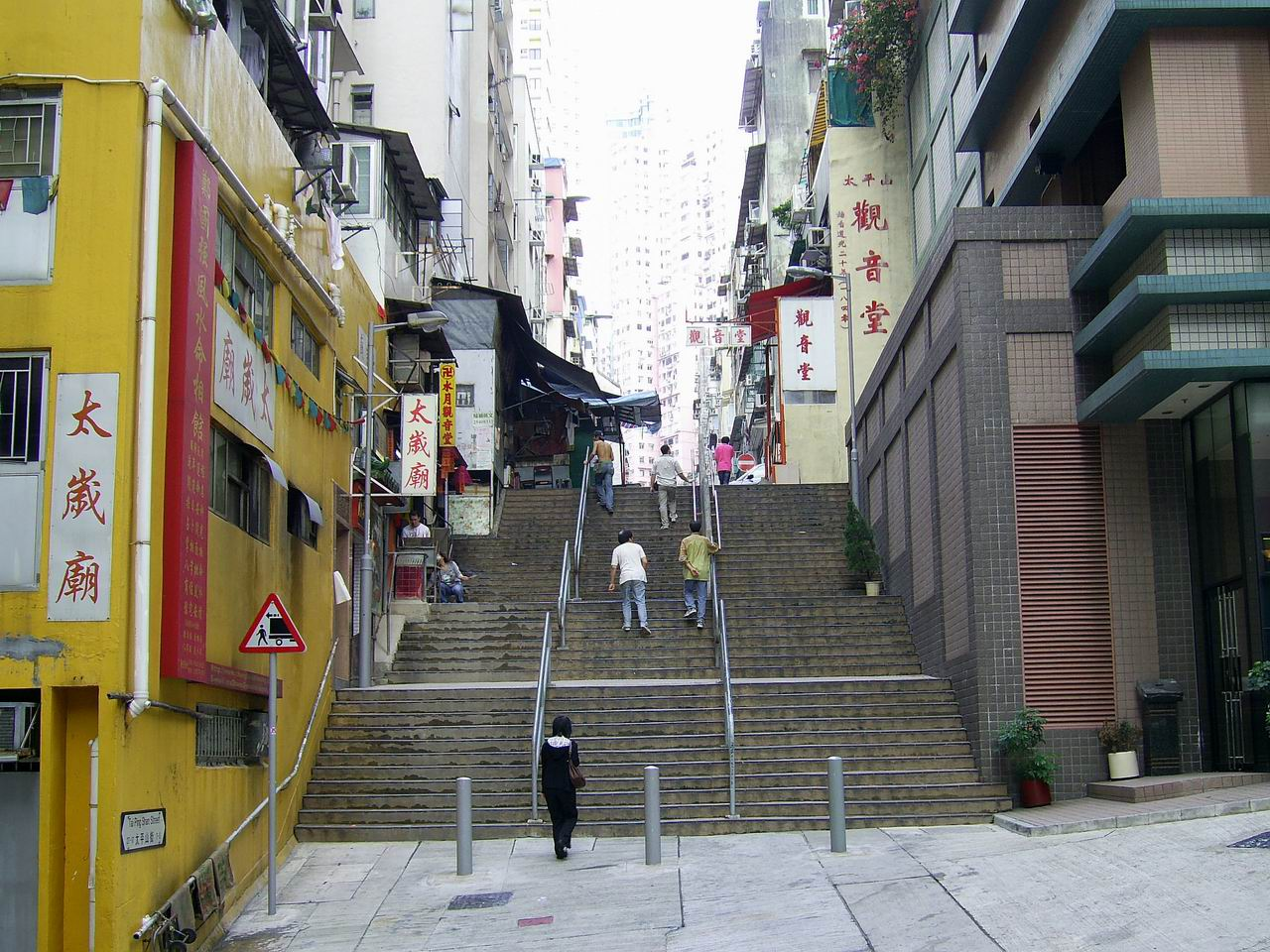
太平山街中間一段石階，在磅巷與差館上街之間
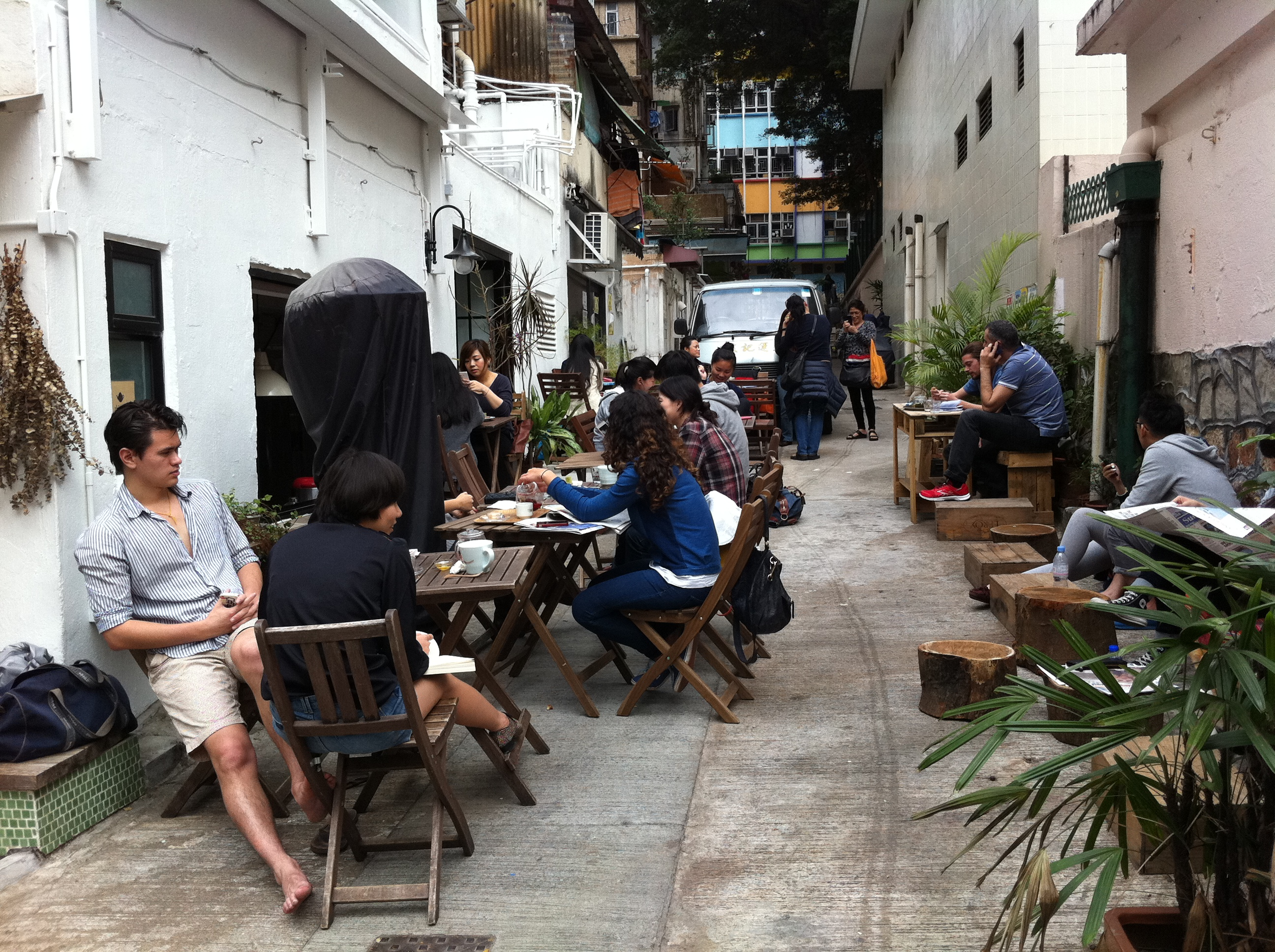
太平山街的露天茶座
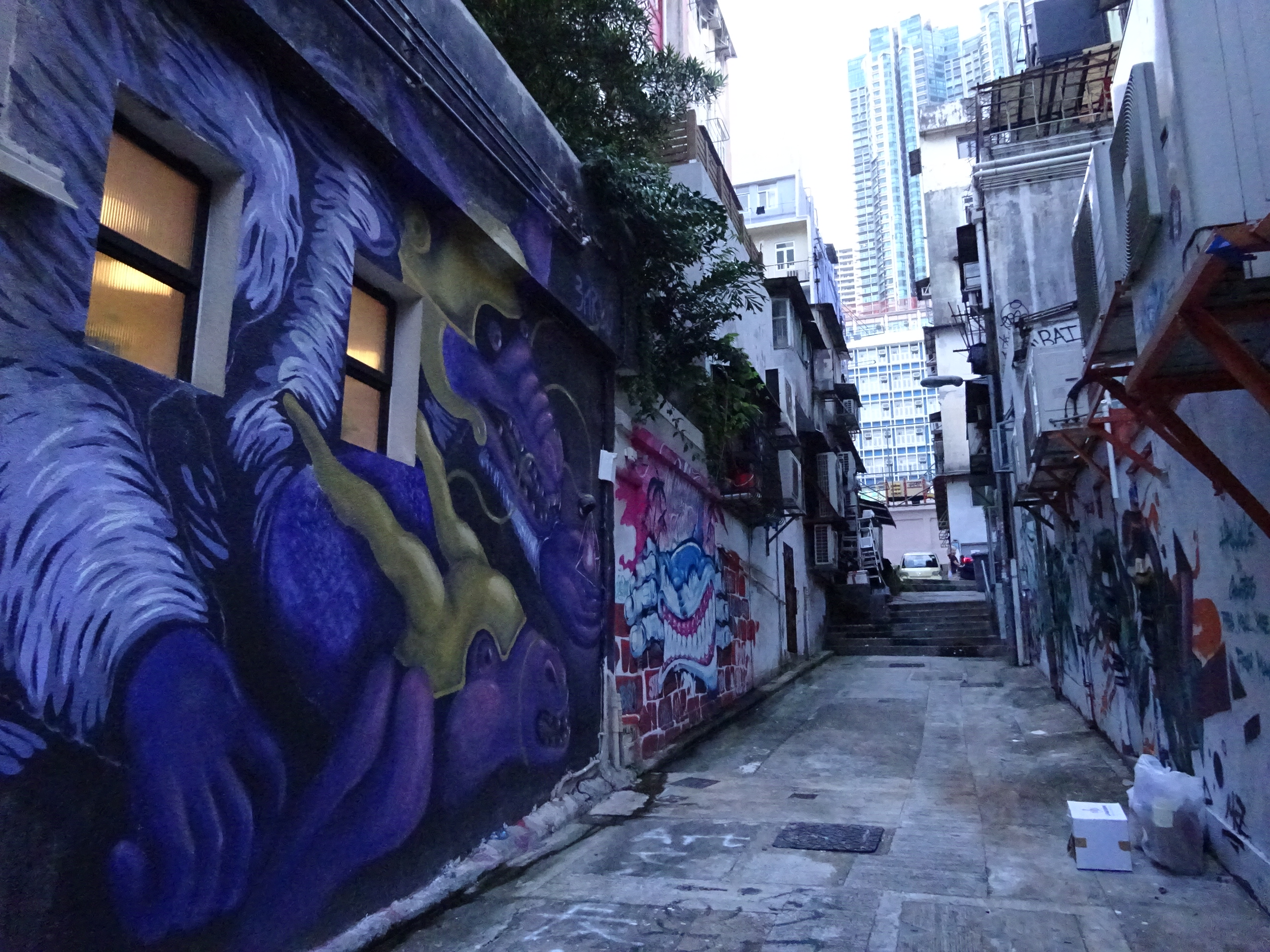
太平山街後巷藝術創作
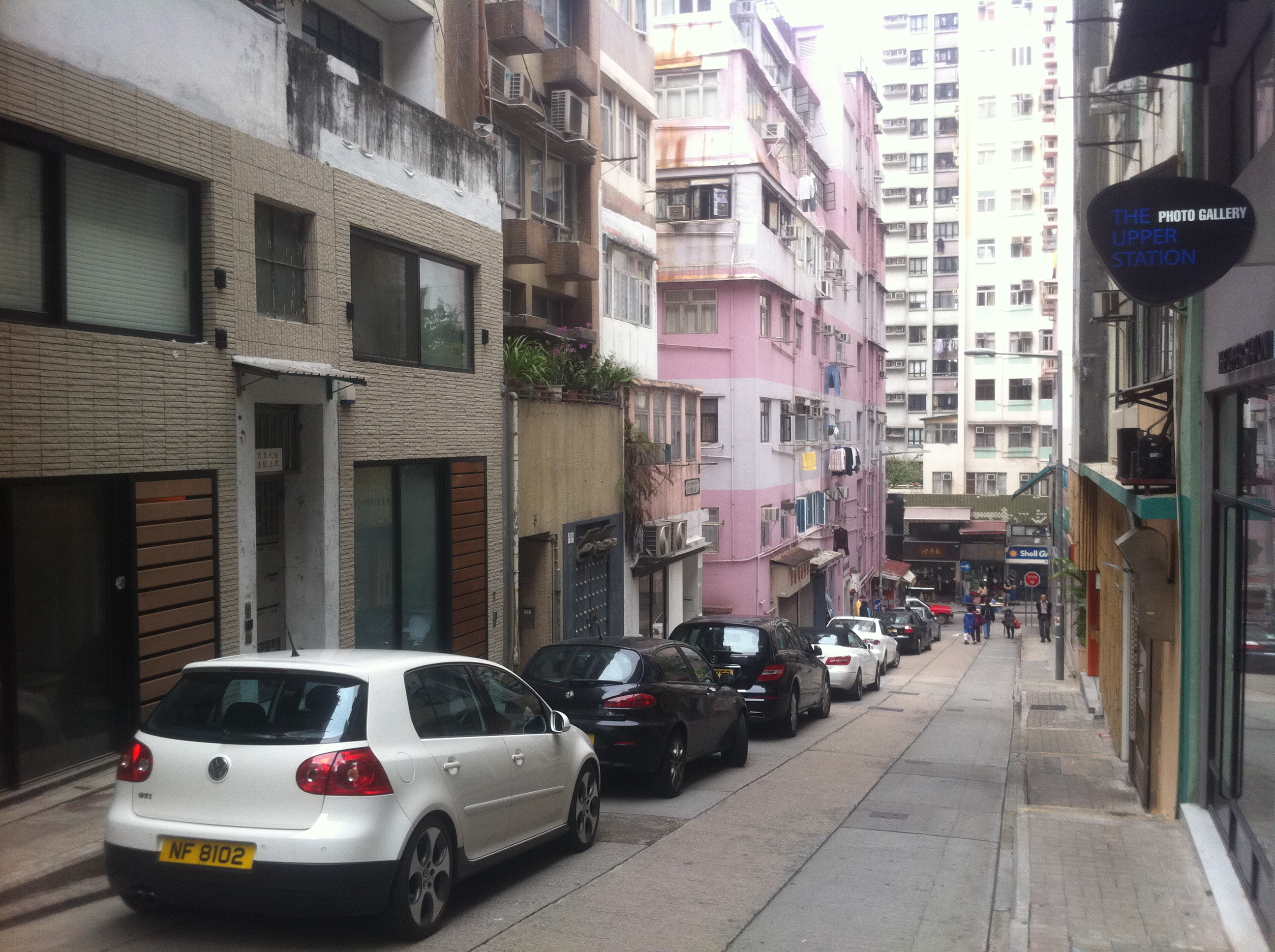
差館上街
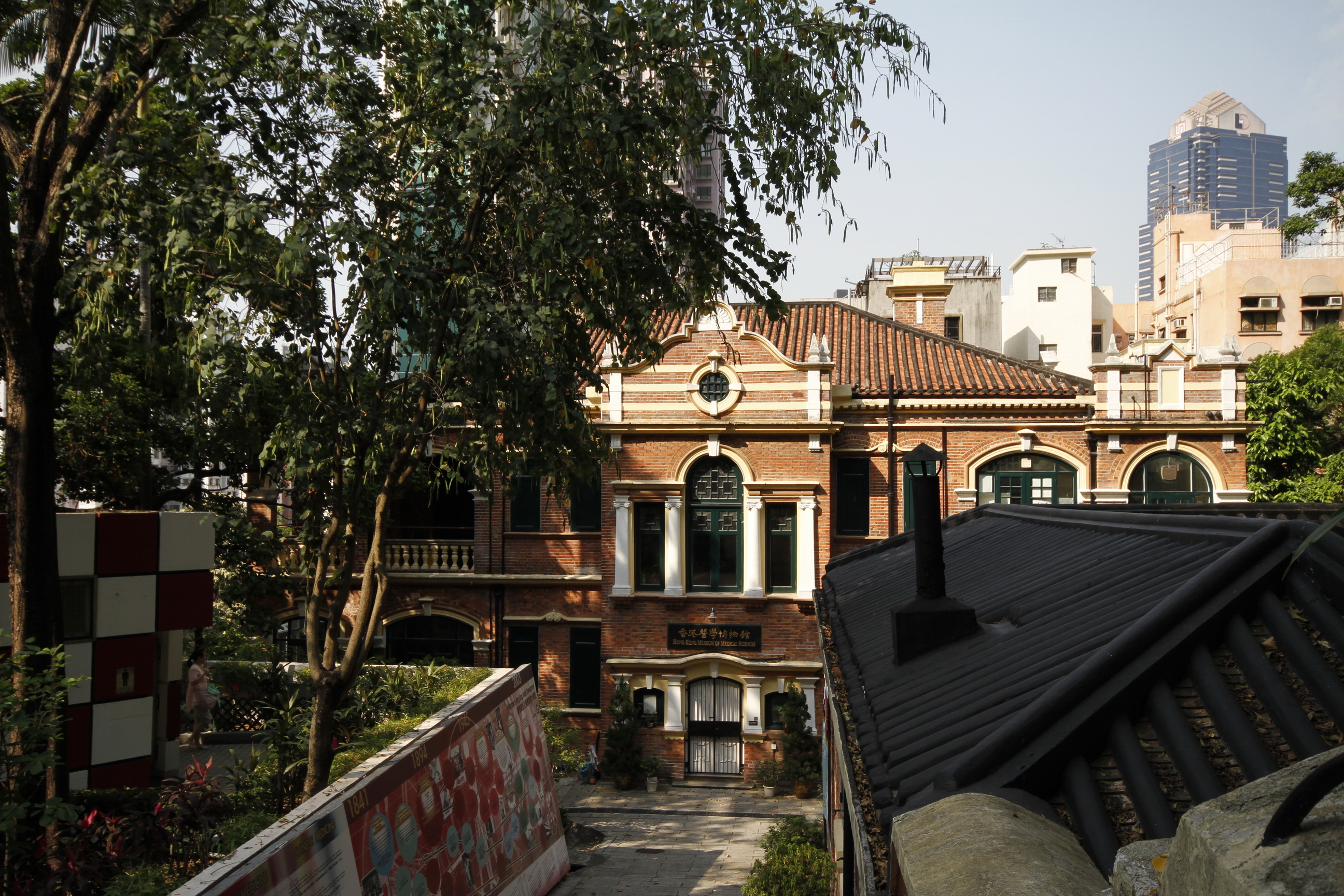
普慶坊香港醫學博物館
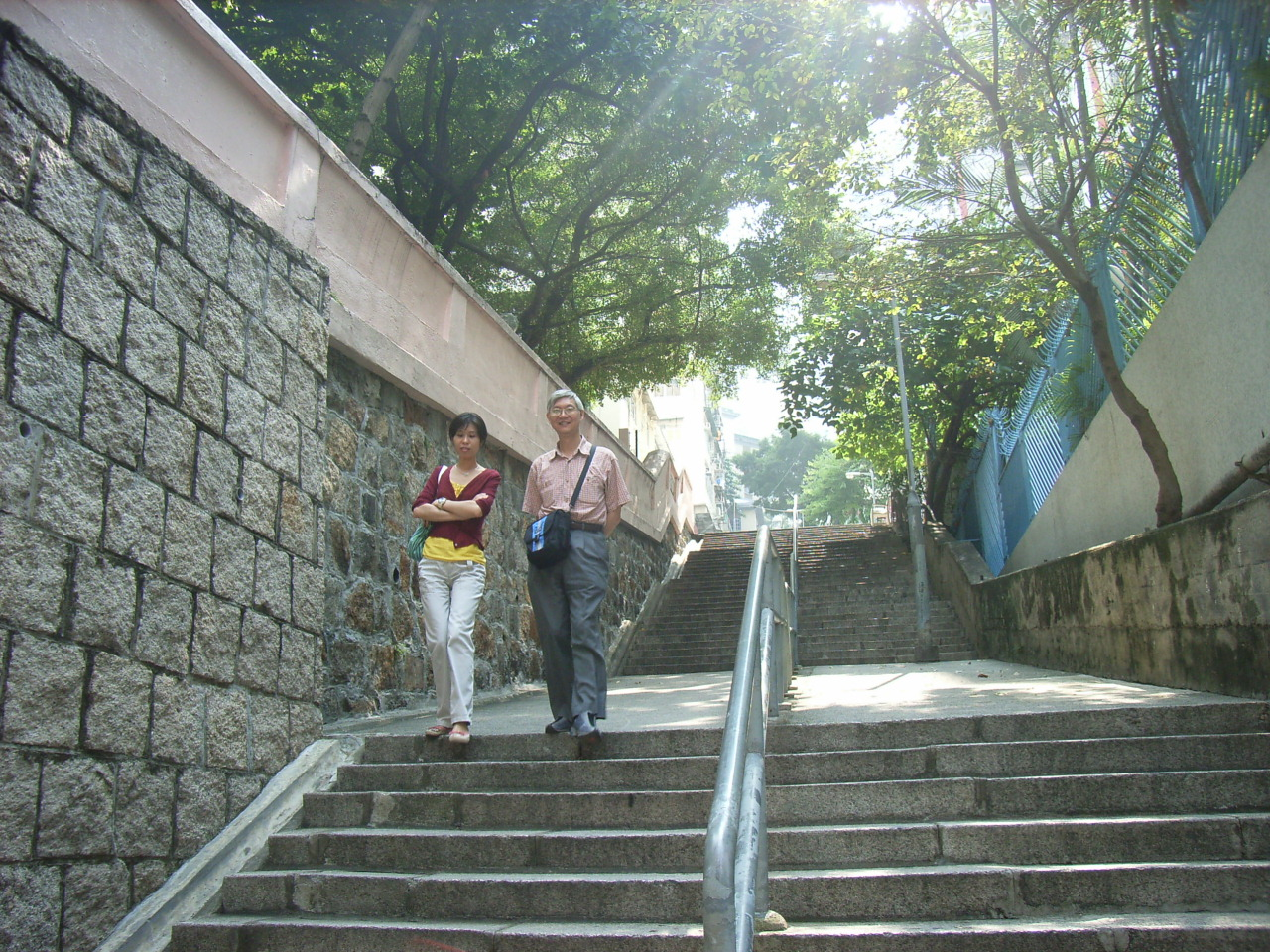
磅巷
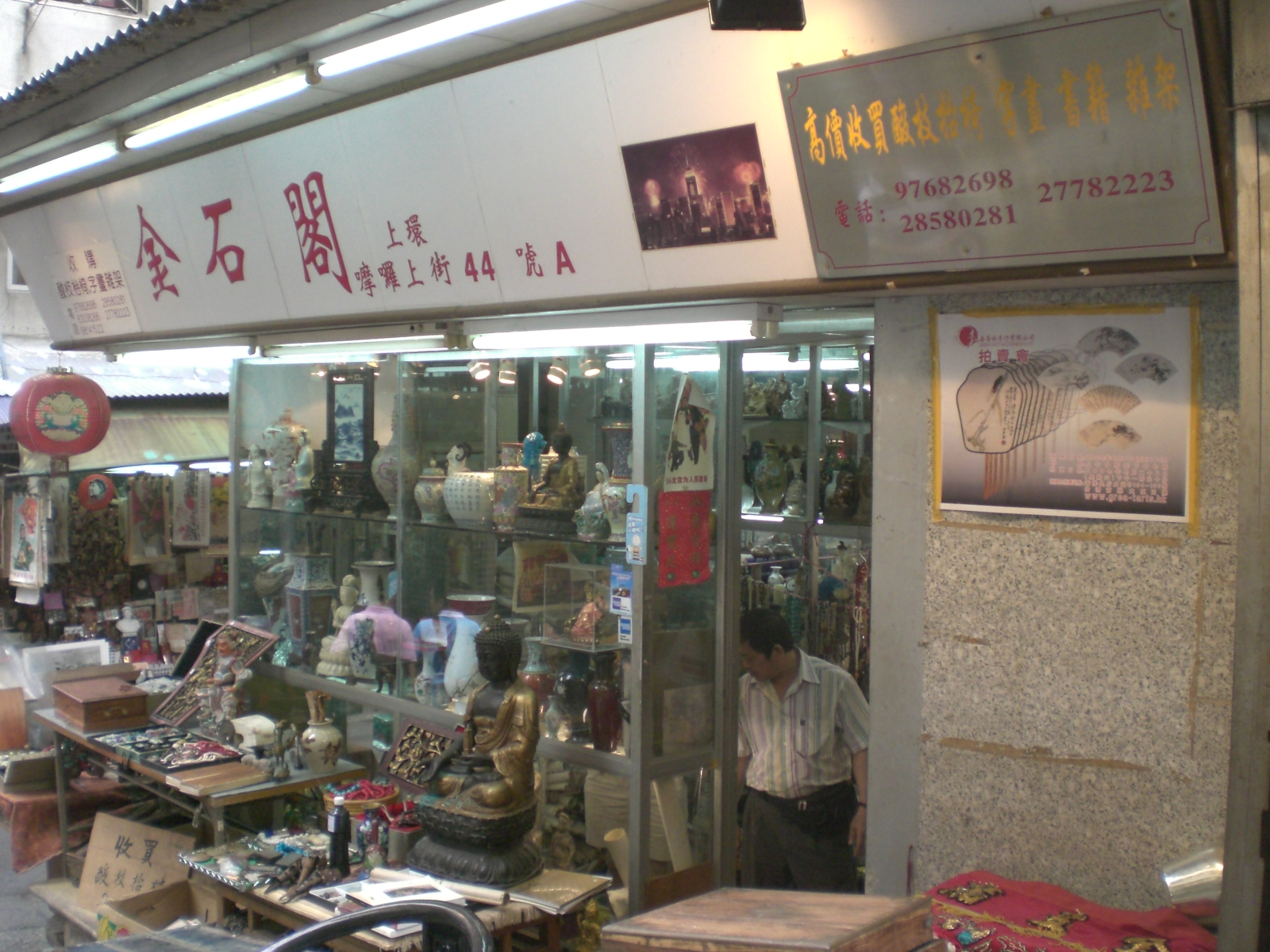
摩羅街
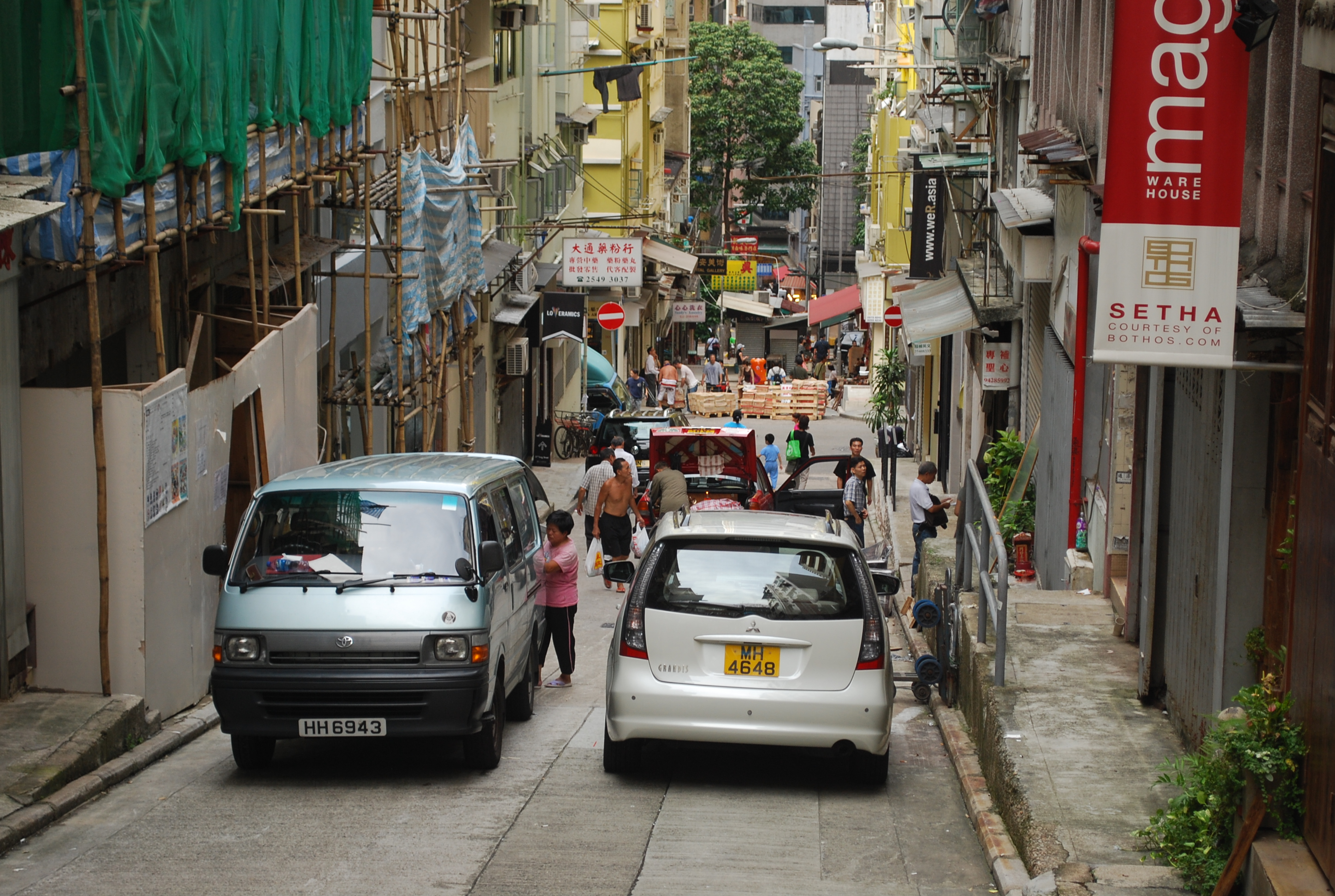
陡峭且狹窄的街道於太平山區很常見

## 區議會議席分佈
為方便比較，以下列表會以北至荷李活道、東至鴨巴甸街，西至東邊街、南至堅道、般咸道為範圍。
| 年度/範圍                                                | 2000-2003 | 2004-2007 | 2008-2011 | 2012-2015 | 2016-2019 | 2020-2023 |
| -------------------------------------------------------- | --------- | --------- | --------- | --------- | --------- | --------- |
| 荷李活道以南、鴨巴甸街以西、般咸道、堅道以北、東邊街以東 | 東華選區  | 東華選區  | 東華選區  | 東華選區  | 東華選區  | 東華選區  |

註：以上主要範圍尚有其他細微調整（包括編號），請參閱有關區議會選舉選區分界地圖及條目。